# F29 Retaliator
F29 Retaliator — видеоигра в жанре авиасимулятор, разработанная компанией Digital Image Design и выпущенная компанией Ocean Software для ПК в 1989 году, и для Amiga и Atari ST в 1990 году. Игра разрабатывалась в конце Холодной войны, и основана на предположениях о технике будущей войны, в частности, в игре представлены истребитель Lockheed F-22 (разрабатываемый в те годы) и экспериментальный истребитель Grumman X-29, в реальности так и не пошедший в серийное производство, где он получил бы буквенный индекс F (серийная модель) и стал бы F29. (в ВС США экспериментальное оружие и экспериментальная техника имеет индекс «X»)
Игру часто называют Retal, по названию исполнительного файла и папки.

## Игровой процесс
Графика игры достаточно детализованная для тех времён: в частности, отображаются полигональные мосты, дороги, острова, горы и движущиеся транспортные средства. В кабине самолёта есть три многофункциональных дисплея, доступных под настройку для различных действий.
ПК-версия позволяла играть вдвоём друг против друга при помощи нуль-модемного соединения через COM-порты.
Игра функционирует только в случае, если установлена в подкаталог корневого каталога, например, c:\Retal или d:\Retal, в котором, без дополнительных подкаталогов, должны лежать файлы игры, при этом виртуальные диски, созданные утилитой subst, также вполне пригодны для размещения. Игра использует относительные пути, не запоминая свою рабочий каталог, и поэтому допускает создание произвольного виртуального диска с произвольной буквой на один сеанс запуска.
Игра включает в себя четыре военных сценария:
- American desert test and training sites (Учения в пустыне, Аризона)
- Pacific conflict (Тихоокеанский конфликт)
- Middle East conflict (Конфликт на Ближнем Востоке)
- World War III in Europe (Третья мировая война в Европе)

Последняя миссия игры может быть одной из трёх: Retaliator, Savior и Hour Glass. Выбор каждой из них приводит к различным вариантам окончания игры.